# Agustín Vicente Gella
Agustín Vicente Gella (Teruel, 3 de marzo de 1904-íd., 20 de enero de 1984) fue un abogado del Estado y catedrático de Derecho mercantil en la Universidad de Zaragoza. Fue decano de la Facultad de Derecho (1963-1968) y rector de la Universidad (1972-1974). Fue conocido como el rector de la paz universitaria por su espíritu dialogante y respetuoso que permitió una reconciliación entre todos los colectivos de la Universidad, en un momento de muchos movimientos estudiantiles reivindicativos, justo antes de la transición española hacia la democracia. También se caracterizó por tener un espíritu liberal. En su última lección como catedrático y como rector, afirmó: «Después de casi medio siglo de dedicación a la enseñanza, me ratifico en el convencimiento profundo de que la libertad es el más sagrado don de que puede gozar el hombre. Que el Derecho futuro la proteja y ampare.» Entre sus reconocimientos académicos destacan el de doctor honoris causa por las universidades de Burdeos y Montpelier y la gran cruz de la Orden de Alfonso X el Sabio.

## Vida
Nació en Teruel el 3 de marzo de 1904, hijo de Agustín Vicente Pérez, quien fue decano del Colegio de Abogados de Teruel, así como alcalde de la ciudad en 1930 con el Partido Liberal, y de Aurora Gella Ruiz.
Su hermano Fausto Vicente Gella fue letrado del Consejo de Estado y presidente del Consejo General de la Abogacía. Su hermano Álvaro, médico, fue alcalde de Teruel y procurador en Cortes. También tuvo una hermana,  Gloria.
Casado con Pilar Capó Bonnafous, tuvieron dos hijos: Agustín, catedrático de hacienda pública y derecho tributario (1932) y Pilar de Vicente-Gella bailarina y poetisa (1942). Vivió en el paseo de la Independencia, n.º 23, de Zaragoza, hasta su fallecimiento el 20 de enero de 1984, tras un derrame cerebral.
Realizó sus estudios primarios y secundarios en Teruel. Completó el Bachillerato el 21 de mayo de 1919, a los quince años de edad. Realizó el curso preparatorio de Derecho en la Universidad de Zaragoza y el resto de la carrera en la Facultad de Derecho de la Universidad Central de Madrid, donde obtuvo el título de licenciado el 2 de octubre de 1922,  a los 18 años de edad, con matrículas de honor y premios extraordinarios. Allí también se doctoró  con nota sobresaliente el 3 de marzo de 1925, en su XXI cumpleaños.
En mayo de 1924 ingresó por oposición en el Cuerpo de Abogados del Estado pero no pudo tomar posesión de la plaza hasta el año siguiente, por ser menor de edad (en aquella época, la mayoría de edad se alcanzaba a los 21 años de edad). Fue el primer caso en el que un menor de edad aprobara esta oposición. Fue el segundo de su promoción. Como abogado del Estado, prestó servicio a las Delegaciones de Hacienda de Teruel, Barcelona y Zaragoza.
En 1927 ingresó en el Colegio de Abogados de Zaragoza, en el que permaneció como abogado en ejercicio hasta 1947, continuando después adscrito al mismo como no ejerciente. El 31 de enero de 1978 recibió el título de colegiado de honor. También estuvo colegiado en los Colegios de Madrid y Valencia.
El 4 de marzo de 1974, se jubila de manera forzosa, al haber alcanzado los setenta años de edad, tras casi cincuenta años en el Cuerpo de Abogados del Estado. Su temprano ingreso en el mismo le permitió ser el número 1 del escalafón durante varios años.
Rechazó cargos fuera de Aragón que le habrían reportado mayor fama por no alejarse de esa región.

## Carrera académica
El 14 de enero de 1930, obtuvo su primera plaza docente como auxiliar temporal de la facultad de Derecho de la Universidad de Zaragoza. En tal condición se hizo cargo de las vacancias de Derecho Mercantil hasta 1940. En 1932 fue pensionado por la Universidad de Zaragoza para realizar estudios en el extranjero. Tres años después logra nueva pensión. El 26 de enero de 1934, se prorroga su nombramiento de auxiliar. El 29 de agosto de 1939, recibe un nuevo nombramiento de auxiliar para los cursos de 1939 y 1940.
El 4 de marzo de 1941, firmó las oposiciones a la cátedra de derecho mercantil, en turno de auxiliares, vacante en la Universidad de Zaragoza y el 23 de diciembre de ese mismo año es nombrado catedrático de esa materia propuesta unánime del tribunal. Toma posesión el 21 de enero de 1942.
El 11 de julio de 1949 es nombrado vicedecano de la Facultad de Derecho.
El 26 de marzo de 1962, se le autorizó a viajar a América con invitación de algunos Centros culturales hispanoamericanos. Visita, entre otras, la Universidad Nacional Autónoma de México y la Universidad de Medellín.
El 31 de diciembre de ese año es nombrado decano de la Facultad de Derecho. Como tal, pronunció el discurso de apertura del año académico 1963-1964. El 21 de enero de 1966, se le confirma en su puesto de decano, hasta que cesa por expiración de su mandato el 28 de diciembre de 1968. El cese se hizo efectivo el 14 de enero de 1969.
El 22 de noviembre de 1972 recibe informe favorable del patronato universitario a su nombramiento como rector. Recibe el apoyo (24 de noviembre) de cuatro de los seis miembros de la junta de gobierno. El 14 de diciembre de 1972 tomó posesión como rector, cargo que ejerció hasta el 24 de julio de 1974. Su labor como rector se caracterizó por la tolerancia y el diálogo entre todos los componentes de la comunidad universitaria en un momento en el que los anteriores administradores acusaban a los estudiantes de la época de ser ingobernables. Por esta reconciliación universitaria, se le llamó el rector de la paz universitaria.  Según Manuel Jiménez de Parga, antiguo alumno suyo, lo que lo hizo posible fue la autoridad moral que se le reconocía a Agustín Vicente Gella, tanto dentro como fuera de la Universidad. Jiménez de Parga también cita en un artículo al decano de la Facultad de Derecho de la Universidad de Zaragoza, José Luis Lacruz, quien, el día de la última lección de Vicente Gella como catedrático y como rector, afirmó que: «El profesor Vicente Gella, antes de ser el rector oficial de esta Universidad, ya era rector de todos nosotros. No puede decirse que subiera al rectorado sino que simplemente pasó al rectorado. El poder administrativo que el cargo le proporcionó fue cosa accesoria; lo importante es que poseía autoridad. Ha sido llamado con acierto rector de la paz universitaria».
Según Juan Rivero Lamas, secretario general de la Universidad cuando Vicente Gella fue rector y posteriormente decano de la Facultad de Derecho, su mandato fue una fase de pacificación y puesta en orden de los temas más conflictivos, que Vicente Gella abordó hablando con todos y convenciéndoles con sus argumentos, superando divisiones y encontrando soluciones beneficiosas para todos. Durante su mandato no se impuso ni una sola sanción a ningún estudiante y se cerraron todos los expedientes incoados previamente.
A pesar de las protestas estudiantiles de la época, que pedían el final de la dictadura franquista, el rector logró evitar que la fuerza pública entrara en el campus universitario ni un solo día durante su mandato. En esta época también se logró ampliar la Universidad con la Facultad de Ciencias Empresariales y la Escuela Técnica Superior de Ingenieros Industriales, si bien su aprobación formal no llegó hasta que se relevó a Agustín Vicente Gella del cargo.
En cuanto a su labor docente, el día de su última lección como catedrático y como rector, el decano de la Facultad de Derecho de la Universidad de Zaragoza, José Luis Lacruz, afirmó: «Todos los que fuimos alumnos del profesor Vicente Gella caminamos por el mundo del Derecho con la luz que él nos encendió». Otros artículos destacan la facilidad y claridad en la exposición de sus lecciones, la amplitud y profundidad de su sabiduría y su capacidad para hacerla accesible al más torpe, sin con ello reducir el rigor científico, su prodigiosa agudeza e imaginación científica para mostrar proyección de las normas mercantiles en los distintos ámbitos del ordenamiento jurídico y su rigurosa lógica para el derecho. Le destacan como uno de los profesores de los años cincuenta que más en serio se tomaba su labor docente y ejerció su magisterio sin ceder a las presiones de la época.
Además de por sus cualidades docentes, también se caracterizó por prolongar durante muchos años el empleo del coche de caballos como medio de transporte para llegar a la Universidad, cuando los demás profesores ya se desplazaban en automóvil; tanto que la primera vez que llegó en este tipo de vehículo recibió un aplauso por parte de los estudiantes.
Respecto a su trato personal, las fuentes destacan su exquisitez, actitud irónica y crítica ante la vida, su refinada elegancia intelectual, su independencia y librepensamiento, su inteligencia privilegiada y lucidez, su honradez y el respeto hacia el alumno, Siempre estaba dispuesto a entenderse con quien pensaba de otro modo y tenía una gran capacidad de convicción no quitándole nunca del todo la razón a su interlocutor.
Fue miembro del consejo rector de la Revista de Derecho Mercantil.

## Principales obras
- Introducción al derecho mercantil comparado, Barcelona, Labor, 1930, 466 pp. 2ª edición 1934, 3ª 1941.
- Los títulos de crédito en la doctrina y en el derecho positivo, Zaragoza, Tip. La Académica, 1933, 443 pp., 2ª edición en 1942.
- La sociedad de capitales en el derecho británico, en Universidad (Zaragoza), 1933.
- Contestaciones a los temas de derecho mercantil del cuestionario de las oposiciones entre notarios, Zaragoza, Tip. La Académica, 1934. 154 pp.
- Curso de derecho mercantil comparado, Zaragoza 1944-1945; 2ª edición 1948; 3ª edición 1951; 4ª edición 1960.
- Valor en contabilidad y valor real, Bilbao 1960.
- Ideario de la riqueza. Discurso inaugural del curso académico 1963-1964, Zaragoza, Universidad, 1963. 55 pp.
- Dictámenes, 2 vols., Zaragoza, Imp. Heraldo de Aragón, 1975 (con los siguientes apartados: I. Sociedades. – II. Asociación de cuentas en participación. Comunidad mercantil. – III. Establecimiento mercantil. – IV. Contratos. – V. Suspensión de pagos. Quiebra. – Apéndice).[1]
- Diversos trabajos monográficos sobre temas de derecho mercantil:
  - Las resoluciones de la asamblea general de una sociedad anónima, en Universidad (Zaragoza), 1931-1932. 82 pp.
  - La responsabilidad limitada en la empresa individual.
  - El término esencial.
  - La doctrina de los vicios y el cumplimiento «aparente» de los contratos.[11]

## Traducciones
- A. Morando, El contrato de cuenta corriente, Madrid, Revista de Derecho Privado, 1933. 203 pp.
- Karl Heinsheimer, Derecho mercantil, Barcelona, Labor, 1933. XX+322 pp.
- L. Quesnot, Administración financiera: métodos contables y balances, Barcelona, Labor, 1936.
- Léon Batardon, Tratado práctico de sociedades mercantiles desde el punto de vista contable, jurídico y fiscal, Barcelona, Labor, 1935, con tres ediciones posteriores.[1]